# Spoorlijn Brüchermühle - Wildbergerhütte
De spoorlijn Brüchermühle - Wildbergerhütte was een Duitse spoorlijn en was als spoorlijn 2683 onder beheer van DB Netze.

## Geschiedenis
Het traject werd door de Preußische Staatseisenbahnen geopend op 1 november 1910. Oorspronkelijk was het plan de lijn door te trekken en aan te sluiten op de lijn Finnentrop - Freudenberg, door het uitbreken van de Eerste Wereldoorlog is de verlenging niet gerealiseerd. Mede hierdoor is de lijn nooit rendabel geweest. Op 9 mei 1945 werd lijn stilgelegd na het opblazen van een spoorbrug en pas in 1948 was de lijn weer volledig operationeel. In 1953 werd het personenvervoer opgeheven en in 1960 ook het goederenvervoer. Thans is een groot gedeelte van het tracé verdwenen in het meer van de Wiehtalstuwdam.

## Aansluitingen
In de volgende plaats was er een aansluiting op de volgende spoorlijn:
Brüchermühle
DB 2680, spoorlijn tussen Osberghausen en Waldbröl